# DM i ishockey for kvinder
Danmarksmesterskabet i ishockey for kvindelige klubhold er afviklet siden sæsonen 1989-90, og mesterskabet arrangeres af Danmarks Ishockey Union. 

## Medaljevindere

### Medaljetabel
| DM-medaljevindere 1989–2024 | DM-medaljevindere 1989–2024 | DM-medaljevindere 1989–2024 | DM-medaljevindere 1989–2024 | DM-medaljevindere 1989–2024 | DM-medaljevindere 1989–2024 |
| Plac.                       | Hold                        | Guld                        | Sølv                        | Bronze                      | Total                       |
| --------------------------- | --------------------------- | --------------------------- | --------------------------- | --------------------------- | --------------------------- |
| 1.                          | Herlev IK                   | 13                          |                             |                             |                             |
| 2.                          | Hvidovre IK                 | 9                           |                             |                             |                             |
| 3.                          | Rødovre SIK                 | 6                           |                             |                             |                             |
| 4.                          | HIK                         | 5                           |                             |                             |                             |
| 5.                          | Frederikshavn IK            | 1                           |                             |                             |                             |

### Sæsoner
| Sæson     | Guld                       | Sølv                      | Bronze            |
| --------- | -------------------------- | ------------------------- | ----------------- |
| 1989-90   | HIK (1)                    |                           |                   |
| 1990-91   | HIK (2)                    |                           |                   |
| 1991-92   | HIK (3)                    |                           |                   |
| 1992-93   | HIK (4)                    |                           |                   |
| 1993-94   | HIK (5)                    | Herlev IK                 | Århus IK          |
| 1994-95   | Herlev IK (1)              | HIK                       | Frederikshavn IK  |
| 1995-96   | Herlev IK (2)              | HIK                       | Frederikshavn IK  |
| 1996-97   | Herlev IK (3)              |                           |                   |
| 1997-98   | Herlev IK (4)              | Rødovre SIK               | Rungsted IK       |
| 1998-99   | Rødovre SIK (1)            | Herlev IK                 | Rungsted IK       |
| 1999-2000 | Rødovre SIK (2)            | Herlev IK                 | Frederikshavn IK  |
| 2000-01   | Frederikshavn IK (1)       | Herlev IK                 | Rødovre SIK       |
| 2001-02   | Herlev IK (5)              | Rødovre SIK               | Frederikshavn IK  |
| 2002-03   | Rødovre SIK (3)            | Frederikshavn IK          | Herlev IK         |
| 2003-04   | Herlev IK (6)              | Rødovre SIK               | Frederikshavn IK  |
| 2004-05   | Rødovre SIK (4)            | Herlev IK                 | Frederikshavn IK  |
| 2005-06   | Herlev IK (7)              | Rødovre SIK               | Herning IK        |
| 2006-07   | Herlev IK (8)              | Rødovre SIK               | Herning IK        |
| 2007-08   | Herlev IK (9)              | Herning IK                | Hvidovre IK       |
| 2008-09   | Herlev IK (10)             | Hvidovre IK               | Odense IK         |
| 2009-10   | Herlev IK (11)             | Hvidovre IK               | Rødovre SIK       |
| 2010-11   | Herlev IK (12)             | Hvidovre IK               | KSF               |
| 2011-12   | Hvidovre IK (1)            | Herlev IK                 | Odense IK         |
| 2012-13   | Hvidovre IK (2)            | Herlev IK                 | Herning IK        |
| 2013-14   | Herlev IK (13)             | Hvidovre IK               | IC Gentofte Stars |
| 2014-15   | Hvidovre IK (3)            | Herlev IK                 | Odense IK         |
| 2015-16   | Hvidovre IK (4)            | Herlev IK                 | Herning IK        |
| 2016-17   | Hvidovre IK (5)            | Herlev IK                 | Odense IK         |
| 2017-18   | Hvidovre IK (6)            | Herlev IK                 | Silkeborg SF      |
| 2018-19   | Hvidovre IK (7)            | Herlev IK                 | Odense IK         |
| 2019-20   | Finale ikke færdigspillet  | Finale ikke færdigspillet | Odense IK         |
| 2020-21   | Hvidovre IK (8)            | Herlev IK                 | Odense IK         |
| 2021-22   | Rødovre Mighty Bulls Q (5) | Hvidovre IK               | Odense IK         |
| 2022-23   | Rødovre Mighty Bulls Q (6) | Hvidovre IK               | Odense IK         |
| 2023-24   | Hvidovre IK (9)            | Rødovre Mighty Bulls Q    | Odense IK         |